# Eutropiichthys murius
Eutropiichthys murius är en fiskart som först beskrevs av Hamilton 1822.  Eutropiichthys murius ingår i släktet Eutropiichthys och familjen Schilbeidae. IUCN kategoriserar arten globalt som livskraftig. Inga underarter finns listade i Catalogue of Life.